# Níquel (banda)
Níquel es una banda de rock-pop y blues uruguaya, cuyo principal referente es el compositor y cantante uruguayo Jorge Nasser (en el pasado lo fue también el guitarrista argentino Pablo Faragó) y cuya actividad se extendió entre los años 1985 y 2001. 
El 7 de noviembre de 2019 Jorge Nasser anunció el retorno de la banda para 2020 con un concierto en Uruguay y posterior gira nacional.
La pandemia sufrida a nivel global en 2020/2021 repercutió negativamente en la reunión de la banda y se tuvieron que postergar shows, sin embargo, con gran esfuerzo y muchas ganas, la banda siguió unida y tuvo que afrontar la inesperada pérdida de "Wil", Wilson Negreyra, percusionista en diversas formaciones del grupo.

## Historia

### Inicios
La banda surge hacia 1985 como una iniciativa conjunta entre el músico argentino Pablo Faragó y el uruguayo Jorge Nasser que en ese momento residía en Buenos Aires, para fusionar varios estilos musicales que les eran comunes como el rock, el pop, y la música de raíz folklórica de Argentina y Uruguay. En este marco, los músicos brindan un espectáculo en el pub "Bar Latino" con Faragó en guitarra y coros y Nasser en bajo y voz. En esa oportunidad contaron con la participación del percusionista Cacho Tejera. Luego de una temporada de menguada actividad en Buenos Aires, los músicos se trasladan a Montevideo, donde participaron en la tradicional Feria del Libro.
En 1986 la banda es contratada por la Intendencia Municipal de Montevideo para participar de la iniciativa artística "Circuitos Barriales Municipales", en el marco del cual hicieron una gira por múltiples barrios de la capital uruguaya. Posteriormente se presentaron en la primera edición del "Montevideo Rock", el cual se llevó a cabo en la "Rural del Prado", y contó con la participación de bandas y artistas locales como Los Estómagos y Los Traidores y otras de renombre internacional, como Sumo, Fito Páez y G.I.T..
A fines de ese año reciben la propuesta del sello Orfeo de integrar el álbum colectivo "Rock 3" junto a las bandas Los Tontos, Séptimo Velo y El Cuarteto de Nos, entre otras. Allí se incluyeron los temas "Héroes Porteños" y "Milonga del paranoico", los cuales se convirtieron en los primeros en ser editados por el grupo.

### Níquel
En 1987 el grupo regresa a Buenos Aires y se aboca a la tarea de incorporar un baterista, lugar que ocupó el músico Claudio "Catiti" Cabral quien había participado en la banda de Celeste Carballo.
Ese año Nasser comienza los contactos con Roberto Da Silva y Beto Triunfo del sello montevideano "Discovery" a fin de editar el primer Long Play del grupo. Paralelamente a la grabación del mismo, realizada entre julio y septiembre en los Estudios Panda de Buenos Aires la banda brinda espectáculos esporádicos en pubs y boliches. El 21 de septiembre son invitados a participar en el programa de televisión "Badía y Cia." en el cual interpretan los temas "Detrás de una cortina" y "Natural".
Su primer disco fue lanzado en 1988 y llevó por título el nombre de la banda. En el mismo intervino la teclista y cantante Estela Magnone, la cual había participado ocasionalmente en la banda desde 1986. El lanzamiento del disco lleva a la banda a trasladarse nuevamente a Montevideo, lo cual junto a otros factores contribuyen a su definitiva radicación en la capital uruguaya.
Esta época está signada por el aumento en la popularidad de la banda, con frecuentes presentaciones en Montevideo, de las que cabe destacar el festival "Circo I", y el show "Níquel y sus Amigos", para finalizar el año en un espectáculo como teloneros del grupo inglés Gene Loves Jezebel en el Palacio Peñarol. Paralelamente a su actividad con Níquel, Nasser y Faragó son contratados por Jaime Roos para integrar su banda, con la cual recorren gran parte de Uruguay.

### Gusano loco
Su segundo LP es lanzado en 1989, con el nombre "Gusano Loco" en el cual puede apreciarse un estilo propio de la banda. Luego de la edición de este disco, la banda atraviesa varios cambios en su formación, con la incorporación del bajista Pablo "Pato" Dana. De esta manera, la banda queda constituida en cuarteto, con Jorge Nasser en voz y guitarra, Pablo Faragó en guitarra, Claudio "Catiti" Cabral en la batería y Pablo Dana en bajo.
En 1989 entran a estudios a grabar el disco "Gargoland", Claudio Cabral graba los temas "Candombe de la aduana", "Mira" y "El solitario" ( con Skay Beilinson como invitado) y deja la banda e ingresa Joaquín Molas.
En 1990 participan con el tema "Sin mí" en un fonograma colectivo para el sello "Perro andaluz", junto a bandas como Alvacast, Incandescente Blues Band y Cross.

### Gargoland
Ese mismo año, llevan a cabo la realización del videoclip "Gusano Loco" junto al productor argentino Eduardo Walger y se dedican al desarrollo del proyecto "Gargoland", el cual implicó la creación del sello independiente del mismo nombre para producir sus trabajos, y la edición de dos discos "Gargoland (Acto I)" y "Gargoland (Acto II)" en 1990 y 1991 respectivamente.
Dichos trabajos discográficos contaron con la participación invitada de una gran cantidad de músicos en los que cabe destacar a Hugo Fattoruso y Skay Beilinson.
Ambos discos fueron reeditados en un único volumen en CD de manera independiente logrando hacia fines de 1992 el disco de oro.

### De memoria
Por esta época el grupo recibe una nueva incorporación, esta vez del percusionista Wilson Negreyra. Con la integración de quinteto el grupo presenta su espectáculo “De memoria” en octubre de 1991 en el Teatro Solís de Montevideo, logrando una gran respuesta del público. El repertorio de esta actuación incluye temas emblemáticos de la historia del rock uruguayo como "Esto es nuestro" de Días de Blues, "Gente sin camino" de Psiglo y Milonga de pelo largo de Dino, tema popularizado por los Moonlights, y el disco está elaborado conceptualmente como un homenaje al rock uruguayo. Dichas canciones fueron incluidas luego en el álbum de estudio "Níquel de memoria", editado esta vez para el sello Sondor.
A comienzos del año siguiente, la banda brinda un importante concierto en el balneario Atlántida, ante un público de 6000 personas. En este año Joaquín Molas abandona la banda, siendo reemplazado por Gustavo Sosa Rivero.
Las extensas recorridas y presentaciones que el grupo realiza durante todo 1992, junto a los éxitos obtenidos en materia discográfica, pasan a confirmar la popularidad que gozó la banda en esa época.

### Buena caballo!
A finales de ese año, la banda se traslada a Buenos Aires para grabar el repertorio que integró su CD "Buena Caballo!", y que se editó a comienzos del año siguiente.

### Acústico y Sinfónico
En 1995 el sello Orfeo decide editar la grabación en vivo del concierto acústico brindado por la banda en el teatro El Galpón de Montevideo, durante la temporada '92. Aquella experiencia, llamada simplemente "Níquel Acústico" fue una de las primeras incursiones acústicas del rock en castellano. En 1993, en el Teatro de Verano, la banda se presenta en vivo junto a la Orquesta Sinfónica del SODRE para dar vida al show "Níquel Sinfónico" que sería lanzado en VHS por Orfeo el mismo año y en CD por BMG un par de años más tarde.

### Lenguas
En 2021 la reunión y regreso de Níquel se materializa discográficamente con el sencillo digital "Lenguas", un adelanto de lo que sería el nuevo álbum de estudio de la banda que finalmente es lanzado en todas las plataformas digitales el 16 de diciembre de 2022 bajo el título de "Paz y Swing" en homenaje al fallecido integrante de la banda Wilson Negreyra.

## Formación

### Miembros actuales
- Jorge Nasser - voz, guitarra (1985-2001) (2019-presente)
- Enrique Sosa - bajo (2021-presente)
- Gonzalo de Lizarza - guitarra (2019-presente)
- Daniel "Loncha" González - guitarra
- Pablo Gómez - teclados, coros (2019-presente)
- Roberto Rodino - batería (2019-presente)

### Miembros anteriores
- Pablo Faragó - guitarra (1985-2001)
- Estela Magnone - teclados (1986-1988)
- Claudio Cabral - batería (1986-1989)
- Pablo Dana - bajo (1988-2001; 2019-2020)
- Joaquín Molas - batería (1989-1999)
- Daniel "Locha" González - batería
- Wilson Negreyra - percursión (1990-1995; 2019-2022)
- Javier Villanuestre - batería, percusión (1999-2001)

## Discografía
- Níquel (Discovery DDU 1005, 1988 - LP)
- Gusano Loco (Discovery DDU 1054, 1989 - LP)
- Gargoland (Acto I) (Gargoland GD 20.001, 1990 - LP)
- Gargoland (Acto II) (Gargoland GD 20.002, 1991 - LP)
- De memoria - Homenaje al rock uruguayo (Sondor 6.737-4, 1991 - LP; Sondor 6.737-2, 1991 - CD)
- Níquel acústico (Orfeo 91182-4, 1992 - Cassette; en vivo)
- Gargoland (Gargoland GL 30.001, 1992 - CD) Acto I y Acto II en un solo CD
- Buena caballo! (Orfeo CD 015, 1993 - CD)
- Amo este lugar (Gargoland CD 20.003, 1994 - CD)
- Níquel acústico (Orfeo CDO.0642, 1995 - CD en vivo)
- Níquel sinfónico (BMG 74321-33482-2, 1995 - CD en vivo) Editado también en VHS (Orfeo, 1993)
- Pueblo chico, infierno grande (BMG 74321 38927 2, 1996 - CD)
- Prueba viviente (Límites L2157-2, 2000 - CD)
- En vivo en el Auditorio (MMG, 2021 - Disponible solo en plataformas digitales)
- Paz y swing (MMG, 2022 - Plataformas digitales)
- Paz y swing (MMG, 2023 - CD [tapa diferente])

### Colectivos
- Rock 3 (Orfeo SULP 90851, 1987 - LP) Incluye los primeros temas de Níquel editados de forma oficial: "Héroes porteños" (diferente versión a la aparecida en "Gargoland") y "Milonga del paranoico" (tema de estudio solo editado en este álbum).
- Níquel & Pappo - Blues al Sur (MMG, 2020 - CD) Show grabado en vivo en 1997.

### Reediciones y recopilaciones
- Gargoland I y II (Orfeo 91169-1 y 91168-1 respectivamente, 1992 - LP) Reedición
- Gusano loco (Orfeo 91171-1, 1992 - LP) Reedición
- Primate (BMG 74321 24979-2, 1994 - CD) Recopilación (incluye inéditos)
- Primate 2 (BMG 74321-61510-2, 1998 - CD) Recopilación (incluye inéditos)
- De memoria (Posdata S 1028, 1999) Reedición con dos bonus tracks del primer LP de Jorge Nasser como solista, "Era el mismo" (Sondor, 1984)
- Gusano loco (Límites L2467-2, 2001) Reedición con tres bonus tracks
- Gargoland (Límites L2468-2, 2001) Reedición
- Gusano loco (Gargoland/Bizarro GG 2779-2, 2002) Reedición con tres bonus tracks
- Gargoland (Gargoland/Bizarro GG 2780-2, 2002) Reedición
- Tierra de gárgolas Vol. 1 - Antología (1986-1993) (Gargoland/MMG 4907-2, 12/05/2011) Incluye DVD
- Tierra de gárgolas Vol. 2 - Antología (1994-2001) (Gargoland/MMG 7 730723 541698, 03/01/2013) Incluye DVD
- Cronología (MMG, 2020)
- Gargoland (Acto II) (MMG, 2023 - LP) Reedición